# Station Demachiyanagi

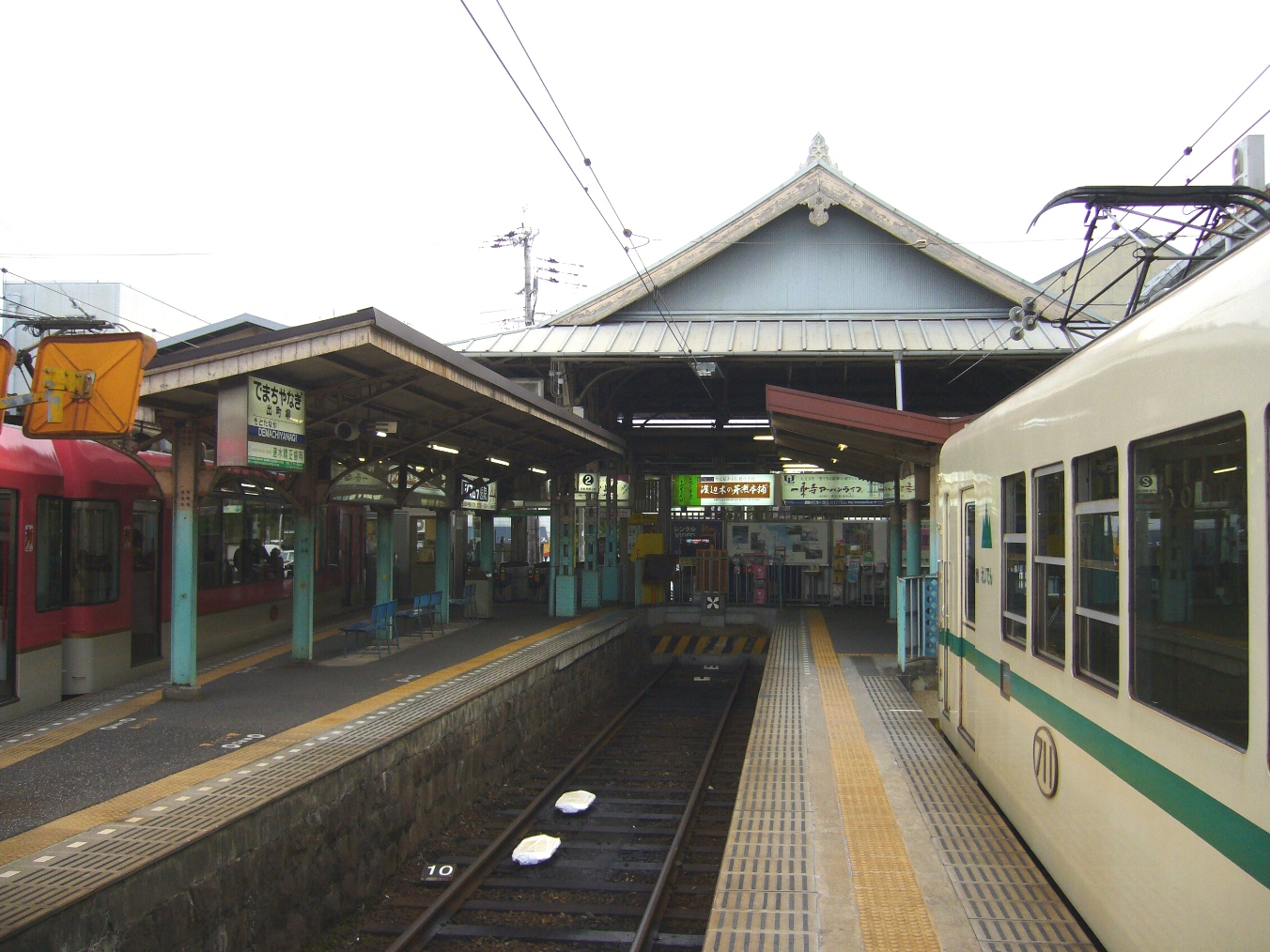
Perrons en sporen van Eizan

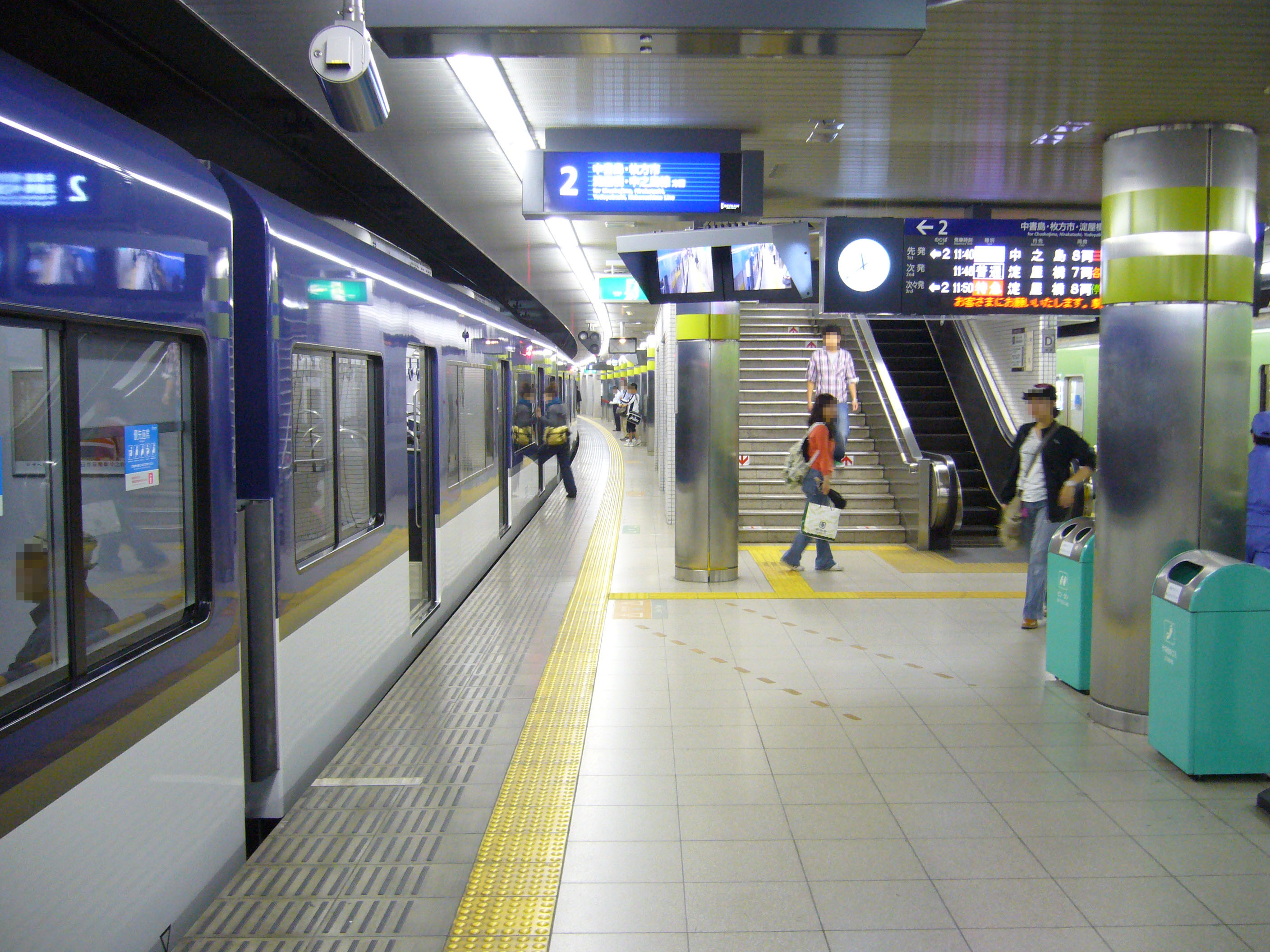
Het perron van Keihan

Station Demachiyanagi (出町柳駅, Demachiyanagi-eki) is een spoorwegstation in de wijk Sakyō-ku in de Japanse stad Kyoto. Het wordt aangedaan door de Ōtō-lijn (Keihan), de Eizan-lijn en de Kurama-lijn (Eizan), hoewel de laatste lijn haar officiële beginpunt bij het station Takaragaike heeft. Het station bestaat uit twee boven elkaar gelegen 'kopstations', waarbij het ondergrondse deel door Keihan wordt gebruikt en het bovengrondse door Eizan. Het station heeft in totaal vijf sporen aan vijf zakspoorperrons. Voor de Ōtō-lijn is dit station het eindpunt, voor de Eizan-lijn het beginpunt.

## Lijnen

### Keihan
| 1,2 | ■ Ōtō-lijn en de Keihan-lijn | richting Sanjō, Hirakatashi, Yodoyabashi en Nakanoshima |

### Eizan
| 1   | ■ Eizan-lijn  | richting Takaragaike en Yase-Hieizanguchi  |
| 2,3 | ■ Kurama-lijn | richting Takaragaike, Nikenchaya en Kurama |

## Geschiedenis
Het station van Eizan werd in 1925 geopend en het station van Keihan in 1989.

## Overig openbaar vervoer
Er bevindt zich een busstation nabij het station.

## Stationsomgeving
Oostzijde:
- Universiteit van Kioto, Yoshida-campus (noordzijde)
- Kioto Hogeschool voor Informatiekunde
- Chion-tempel
- Yoshida-schrijn
- Lotteria
- FamilyMart

Westzijde
- Dōshisha Universiteit
  - Dōshisha Universiteit voor vrouwen, Imadegawa-campus
- Shimogamo-schrijn
- Kamo-rivier
- Takano-rivier
- McDonald's
- Keizerlijk Paleis van Kioto (noordzijde)